# Cezaria Baudouin de Courtenay Ehrenkreutz Jędrzejewiczowa
Cezaria Baudouin de Courtenay Ehrenkreutz Jędrzejewiczowa (2 de agosto de 1885, Tartu – 28 de febrero de 1967, Londres) fue una etnóloga, historiadora y lingüista polaca.

## Biografía
Cezaria fue hija del lingüista Jan Niecisław Baudouin de Courtenay y de Romualda Bagnicka, la segunda esposa de éste. No comienza a ir a la escuela hasta sus trece años, cuando su familia se mudó a Cracovia. En esa época comienza su amistad con Aniela Gruszecka (pl).
Su padre que está en un escándalo en la Universidad Jaguelónica donde enseña, la familia se va a San Petersburgo, donde Cezaria prosigue sus estudios en el liceo. Siempre en San Petersburgo, estudia «cursos superiores para mujeres», luego en el Departamento de Filología de la Universidad de San Petersburgo, donde después de la ola de liberalización que sigue a la revolución de 1905, las mujeres pueden estudiar como «alumnas libres». En 1910, se casa con un alumno de su padre, Max Vasmer, eslavista y futuro sucesor de Alexander Brückner (de) de la cátedra de estudios eslavos y de etnología de la Universidad de Berlín. El matrimonio dura sólo tres años. En 1916, ella se casa con Stefan Ehrenkreutz ([[pl]]), profesor de derecho y senador polaco, con quien tiene tres niñas. En 1933, se divorcia, y se casa con el presidente del consejo de los ministros polacos Janusz Jędrzejewicz. Al estallar la Segunda Guerra Mundial, se fuga con su familia a Lviv, luego a Kosovo, después a Bucarest en Rumanía, hasta llegar finalmente en Palestina. En 1947, su familia se evacua hacia Gran Bretaña. Su marido fallece cuatro años más tarde, y aprovecha su exilio para consagrarse al trabajo universitario.

## Carrera profesional
En 1911, Cezaria es una de las primeras mujeres diplomadas de la universidad imperial de San Petersburgo. Su memoria, se titula Análisis lingüístico del salterio de Maria (s. XVI) retranscrito por el profesor Ptaszycki, escrito bajo la dirección del profesor Tadeusz Zielinski. Durante sus estudios, funda (en colaboración con Zofia Sadowska ([[pl]]), Stanisława Adamowiczowa y la poetisa y traductora Kazimiera Iłłakowiczówna), la asociación Spójnia, que reúne a mujeres polacas que estudian en las universidades de San Petersburgo. Siempre en San Petersburgo, publica dos obras de lingüística: Albania y los albaneses y La piedra Latyr y la ciudad de Altyr. En los años siguientes, vuelve al país del Vistula. Enseña en varios liceos privados femeninos de Varsovia: en el de Sabina Tegazzo-Chmielewska, de Zofia Sierpińska y de Maria Tołwińska. En 1922, obtiene su habilitación en la Universidad de Varsovia, gracias a su memoria titulada  Santa Cecilia, contribución a la génesis de los apócrifos (publicada en 1992 en la revista Lud). En los años 1924-27 es maestra de conferencias en la Universidad Stefan Batory de Vilna donde enseña etnografía y etnología. Asimismo enseña como profesora nombrada en el Liceo Estatal Femenino de la ciudad. En 1929, es nombrada profesora de etnología y etnografía en la Facultad de las Ciencias humanas de la Universidad Stefan Batory. Sobre la base de sus estudios sobre la cultura popular de la región de Vilna, funda un Museo de etnografía al seno de la universidad. Publica también las obras siguientes: Consejos para recaudar objetos para el Museo de etnografía de la Universidad Stefan Batory, Ritos de matrimonio polaco como forma dramática y Costumbres de matrimonio del pueblo polaco. En 1933, es nombrada a la cátedra de etnografía polaca de la Universidad de Varsovia, y toma entonces el nombre de Cezaria de Baudouin de Courtenay. Un año más tarde es nombrada profesora titular. Gracias al apoyo del profesor Stanislaw Lorentz, director del museo nacional, crea el museo de etnografía de Varsovia. En 1936, publica: Dos culturas, dos ciencias y Bailes populares y costumbres de matrimonio. Se une a la asociación feminista ZPOK y en 1937, firma una petición contra los bancos ghetto, una forma de discriminación contra los estudiantes judíos. Durante su estancia en Palestina, trabaja en el Bureau de estudio del Cercano y Oriente Medio, sirviendo de base al renacimiento del orientalismo en Polonia después de la guerra. En el mismo tiempo, escribe diferentes publicaciones: San Jorge, santo patrón del escoutismo, Estudio del calendario de San Juan en la iglesia del Santo Sepulcro de Jerusalén, San Jorge, un estudio cultural, Antonina Czarniecka, peregrina de Zamość. En Londres, es cofundadora en 1948 del Consejo científico polaco al extranjero, que dos años más tarde resulta la Sociedad polaca de las ciencias y de las letras al extranjero. Participa regularmente en las reuniones del consejo científico, y publica varios artículos en la revista de la sociedad. También forma parte, en 1948, de la Asociación de profesoras y maestros de confer[[en]]cias polacas al extranjero y del grupo de investigadores asociados a la universidad polaca en exilio (en). En 1958, fue elegida al rectorado de la universidad. Es miembro de la Sociedad histórica y literaria polaca de París y del Instituto real de antropología de Reino Unido.

## Obra

### Libros
- Święta Cecylia. Przyczynek do genezy apokryfów (1922)
- Ze studiów nad obrzędami weselnymi ludu polskiego (Primera parte, 1929)
- Łańcuch tradycji. Teksty wybrane (2005).  (ISBN 83-235-0110-6)

### Publicaciones
- 1923, Materiał naukowy i przedmiot etnologii, « Lud », t. 22, p. 26–32.
- 1933, Zakład Etnologii Uniwersytetu Stefana Batorego w Wilnie i jego zadania, "Balticoslavica", t. 1, p. 75–98.